# アルセロール
アルセロール (Arcelor) は、ルクセンブルクに本社を置く鉄鋼メーカーである。2006年にミッタル・スチールによる敵対的買収により、アルセロール・ミッタルになっている。ユーロネクストのコードは、LORを使っていた。
粗鋼生産は4650万トン以上と、ヨーロッパでは圧倒的な最大手で、世界でもオランダのミッタル・スチールに次ぐ2位であった。
自動車用などの薄板類に強いフランスのユジノールと、条鋼類を主力製品としていたルクセンブルクのアーベットが統合したことで、幅広い品種において、欧州で大きなシェアを持つようになった。
主力工場は西欧圏にある。他の主要な拠点としてはアルセロール・ブラジルや、カナダのドファスコ (Dofasco) などを子会社としている。

## 沿革
鉄鋼不況期の2001年にユジノール、アセラリア、アーベッドの3社が合併し発足した。戦前、アーベッドは200家族のシュナイダー一族と合弁でゲルゼンキルヒェン鉱業を買収していた。ユジノールの母体であるヴァンデル・シデロールの建設および関連部門はポンタ＝ムッソン（現サンゴバン）に独占されていた。
2006年にミッタル・スチールがアルセロールに対し敵対的買収を仕掛け、買収額269億ユーロ（1株当たり40.44ユーロ）で全体の4割にあたる個人株主の持ち株を取得し、同年6月25日に合併新会社「アルセロール・ミッタル (Arcelor Mittal) 」 となった。
正式な会社統合は2007年夏の予定としていたが、2006年8月にはアルセロールとミッタル・スチール両社の経営陣は統一され、実質的には経営統合されている。合併から3年間は両社の共同経営とする取り決めがあったにもかかわらず、11月にはCEOをはじめとした旧アルセロール出身役員は解任され、ラクシュミー・ミッタルが全権を掌握した。同時にWeb 2.0テクノロジーを用いたウェブTVとブログの公開を開始。新ブランドの発表会も配信されている。

## 日本製鉄との提携
日本製鉄とは前身の1つであるユジノール時代に、自動車用超高密度高張力鋼板「ハイテン」に関する技術提携契約を結んでおり、アルセロール発足後も提携は維持されている。この契約により日本製鉄は、アルセロールを通じて欧州の日系自動車メーカーに「ハイテン」を供給できる体制を確立している。
中国では日本製鉄や中国鉄鋼最大手の宝山鋼鉄と合弁（宝鋼50％、新日鉄38％、アルセロール12％）で、自動車用鋼板の生産工場を展開している。